# Capitol Music
 (novembre 2016).
Si vous disposez d'ouvrages ou d'articles de référence ou si vous connaissez des sites web de qualité traitant du thème abordé ici, merci de compléter l'article en donnant les références utiles à sa vérifiabilité et en les liant à la section « Notes et références ».
Capitol Music Group est un label de musique américain, possédé par Universal. Fondée en 2007, aux États-Unis.
Elle regroupe plus de 283 artistes comme Mims, LeToya Luckett, J. Holiday, Royal Bliss, Mack 10, Faith Evans, Fat Joe, Katy Perry, Capital Cities ou encore XXXTentacion